# Marrow of the Spirit
Marrow of the Spirit è il quarto album in studio del gruppo heavy metal statunitense Agalloch, pubblicato nel 2010.

## Tracce
1. They Escaped the Weight of Darkness – 3:41
2. Into the Painted Grey – 12:25
3. The Watcher's Monolith – 11:46
4. Black Lake Niðstång – 17:34
5. Ghosts of the Midwinter Fires – 9:40
6. To Drown – 10:27

## Formazione
- John Haughm - voce, chitarra
- Don Anderson - chitarre
- Jason William Walton - basso
- Aesop Dekker - batteria